# Cmentarz ewangelicki w Gowarzewie
Cmentarz ewangelicki w Gowarzewie – nieistniejący już cmentarz ewangelicki, znajdujący się dawniej w miejscowości Gowarzewo.

## Historia
Cmentarz powstał w XIX wieku, w czasie niemieckich rządów we wsi. Jego powstanie było najprawdopodobniej powiązane z napływem do Gowarzewa Niemców o wyznaniu protestanckim (w 1905 utworzono we wsi protestancką kaplicę). Zdecydowano o zamknięciu go w 1945 roku.
W latach 70. XX w. cmentarz był już nieużywany i zapomniany. W tamtym czasie resztki grobów zostały wywiezione do Poznania. 13 listopada 2016 roku doszło na terenie pocmentarnym do uroczystości odsłonięcia tablicy pamiątkowej i poświęcenia krzyża. W wydarzeniu wzięli udział między innymi: Bogdan Kemnitz, wójt gminy Kleszczewo, Zdzisław Fortuniak, biskup senior archidiecezji poznańskiej, ksiądz Marian Kotas, proboszcz parafii ewangelicko-augsburskiej w Poznaniu, oraz ksiądz Marian Libera, proboszcz parafii rzymsko-katolickiej pw. Narodzenia Najświętszej Marii Panny w Tulcach. W czerwcu 2023, rozporządzeniem wójta gminy Kleszczewo, włączono "miejsce po cmentarzu ewangelickim w Gowarzewie" do Gminnej Ewidencji Zabytków.
Obecnie teren pocmentarny znajduje się za przystankiem autobusowym Gowarzewo/Aleja Kasztanowa.